# Acatísia
L'acatísia, en medicina, és un trastorn del moviment que consisteix en un sentiment d'inquietud i la necessitat de moure's constantment. És un conjunt de sentiments i pensament d'intranquilitat, neguit, entre d'altres. Les persones amb aquest trastorn no són capaces d'estar assegudes, sempre tenen la necessitat de moure una part del seu cos. Generalment, creuar i descreuar les cames, aixecar-se i asseure-se, balancejar-se, entre d'altres.

## Etiologia
L'acatísia forma part dels efectes adversos de fàrmacs, utilitzats en el tractament de patologia neurològica, com poden ser els neurolèptics i antipsicòtics. Tot i així, hi ha altres fàrmacs que també poden desencadenar aquest trastorn.

### Antipsicòtics
Els antipsicòtics són els principals fàrmacs que desencadenen acatísia. Alguns d'ells són: haloperidol, clorpromazina, droperidol, entre d'altres.

### Antidepressius
Els antidepressius també poden desencadenar acatísia. Per exemple, la trazadona, la venlafaxina i els antidepressius tricíclics.

### Antiemètics
Els antiemètics amb mecanisme d'acció bloquejador de dopamina també poden provocar el trastorn d'acatísia. Alguns d'aquests són: metoclopramida, prometazina, proclorperazina, entre d'altres.

### Dèficit de ferro
La disminució de ferro a l'organisme pot desencadenar trastorns com l'acatísia, fibromiàlgia, cames inquietes, entre d'altres.

## Simptomatologia
Aquest trastorn psicomotriu té associats diferents símptomes, a part de la necessitat constant de moure's, que provoquen un malestar general de la persona. Alguns d'aquests símptomes són: rigidesa muscular, cansament, dolor neuropàtic, hipertensió arterial, hiperactivitat, taquipnea, distonia, contraccions musculars, trastorns de conducta, depressió, tendències suïcides, entre d'altres.